# Waldenbuch/Steinenbronn
Das Landschaftsschutzgebiet Waldenbuch/Steinenbronn ist ein mit Verordnung der Unteren Naturschutzbehörde beim Landratsamt Böblingen vom 16. Oktober 1995 ausgewiesenes Landschaftsschutzgebiet (LSG-Nummer 1.15.083).

## Lage und Beschreibung
Das 1044 Hektar große Gebiet besteht aus 16 Teilgebieten. Es liegt im Schönbuch westlich von Dettenhausen und südlich von Waldenbuch. Im Süden grenzt das Landschaftsschutzgebiet an das Naturschutzgebiet Schaichtal. Der südliche Teil des Landschaftsschutzgebiets überschneidet sich mit dem FFH-Gebiet Schönbuch und mit dem Vogelschutzgebiet Schönbuch. Das Schutzgebiet gehört naturräumlich zum Schönbuch und Glemswald.
Laut Schutzgebietssteckbrief handelt es sich um Wiesentäler, Streuobstbestände, landschaftsprägende Hangbereiche, Teile des Schönbuchs und Schönbuchrand. Das Gebiet ist ein Erholungsraum, der vor störenden Veränderungen bewahrt werden soll.

## Schutzzweck
Für jedes der 16 Teilgebiete ist in der Schutzgebietsverordnung ein eigener Schutzzweck angegeben:
- Erhaltung der landschaftstypischen Aichtal- und Sulzbachtalaue mit bachbegleitendem Gehölz als Wiesental sowie die Erhaltung der naturnahen Uferbereiche des Hochwasserrückhaltebeckens Sulzbachtal mit seinen umgebenden Bereichen. Sicherung dieses charakteristischen Landschaftsteiles für die Erholungsnutzung sowie Schutz vor Zersiedlung.
- Erhaltung der naturnahen Aichtal- und Feilbachtalaue mit bachbegleitendem Gehölz als Wiesentalaue. Sicherung des landschaftsbedeutenden Talverlaufes vor Zersiedlung sowie Erhaltung des Wiesentalcharakters.
- Erhaltung der reizvollen charakteristischen Wiesentalaue des Seiten- und Segelbaches mit den zum Teil streuobstbestandenen Einhängen. Freihaltung dieses Gebietes vor weiterer Zersiedlung sowie Sicherung des Wiesentalcharakters.
- Freihaltung der landschaftstypischen Keuperkuppe. Schutz vor Zersiedlung sowie Sicherung für die Erholungsnutzung.
- Erhaltung der charakteristischen Streuobstbestände und Grünlandnutzung. Sicherung des charakteristischen Landschaftsteiles für die Erholungsnutzung; Schutz vor Zersiedlung.
- Erhaltung und Freihaltung der landschaftsbestimmenden Hangbereiche mit ihren vielfältigen charakteristischen Landschaftselementen wie z. B. Hecken, Feldgehölzinseln, Streuobstwiesen, Waldtraufbereiche und Waldflächen für die Erholungsnutzung sowie Schutz vor weiterer Zersiedlung.
- Erhaltung der naturnahen Aichtalaue mit bachbegleitendem Gehölz als Wiesental. Schutz des landschaftsbestimmenden Talbereichs vor Zersiedlung sowie Erhaltung des Wiesentalcharakters für die Erholungsnutzung.
- Erhaltung der landschaftsprägenden Streuobstwiesen mit angrenzendem Grünland. Sicherung dieses charakteristischen Landschaftsteiles für die Erholungsnutzung; Schutz vor weiterer Zersiedlung.
- Offenhaltung und Erhaltung der reizvollen Wiesenlandschaft sowie Erhaltung der landschaftstypischen Streuobstbestände. Sicherung dieses charakteristischen Landschaftsteils für die Erholungsnutzung; Schutz vor weiterer Zersiedlung.
- Erhaltung und Freihaltung der typischen Stubensandsteinterrasse nördlich von Waldenbuch sowie der charakteristischen Streuobstbestände mit angrenzenden Gebietsteilen südlich von Steinenbronn. Sicherung dieser Grünzäsur vor Zersiedlung.
- Erhaltung der naturnahen Reichenbachtalaue mit bachbegleitendem Gehölz als Wiesentalaue. Schutz des charakteristischen Talverlaufs vor Zersiedlung sowie Erhaltung des Wiesentalcharakters.
- Erhaltung der landschaftlich reizvollen offenen Hangbereiche. Sicherung dieses Landschaftsteiles für die Erholungsnutzung; Verhinderung der Zersiedlung dieser Landschaft.
- Freihaltung bzw. Erhaltung der landschaftstypischen Streuobstbestände und Grünlandnutzung. Sicherung dieses charakteristischen Landschaftsteils für die Erholungsnutzung; Schutz vor Zersiedlung.
- Erhaltung der naturnahen Klingenbachaue mit bachbegleitendem Gehölz als Wiesentallandschaft. Sicherung der den Talverlauf begleitenden Einhänge; Schutz vor Zersiedlung.
- Schutz und Erhaltung der charakteristischen Streuobstgebiete sowie der angrenzenden Fläche. Sicherung für die Erholungsnutzung sowie Schutz vor weiterer Zersiedlung.
- Erhaltung des Naherholungsgebietes und Naturpark Schönbuch für die Erholungsnutzung sowie Erhaltung des Waldbiotops.